# Rick Carter
Richard „Rick“ Carter (* 1952 in Los Angeles, Kalifornien) ist ein US-amerikanischer Szenenbildner und Artdirector.

## Leben
Rick Carter stieß erstmals 1976 zum Film und arbeitete zunächst als Bestandteil des Art Departments bei Dieses Land ist mein Land, Das China-Syndrom und Out of Control mit. In den 1980er Jahren war er verantwortlich für die visuelle Gestaltung von Filmen wie Buckaroo Banzai – Die 8. Dimension und wurde oft auch als Szenenbildner engagiert. Er gestaltete zunächst das Szenenbild für Steven Spielbergs Fernsehserie Amazing Stories und wurde danach für eine Vielzahl von Filmproduktionen, bei denen Robert Zemeckis oder Spielberg selbst Regie führten oder Spielberg zumindest als Produzent auftrat, engagiert. Zu diesen Filmen zählen unter anderen Zurück in die Zukunft II, Zurück in die Zukunft III, Jurassic Park, Cast Away – Verschollen und München.
Nach München wurde er für James Camerons Avatar engagiert. Für die Arbeit an dem Film wurde Carter zusammen mit Robert Stromberg und Kim Sinclair 2010 mit dem Oscar für das beste Szenenbild ausgezeichnet. Einen weiteren Oscar in derselben Kategorie erhielt er 2013 für Lincoln.

## Filmografie (Auswahl)
- 1976: Dieses Land ist mein Land (Bound for Glory)
- 1979: Das China-Syndrom (The China Syndrome)
- 1983: Buckaroo Banzai – Die 8. Dimension (The Adventures of Buckaroo Banzai Across the 8th Dimension)
- 1987: Das Reich der Sonne (Empire of the Sun)
- 1989: Das Bankentrio (Three Fugitives)
- 1989: Zurück in die Zukunft II (Back to the Future Part II)
- 1990: Zurück in die Zukunft III (Back to the Future Part III)
- 1992: Der Tod steht ihr gut (Death Becomes Her)
- 1993: Jurassic Park
- 1994: Forrest Gump
- 1997: Vergessene Welt: Jurassic Park (The Lost World: Jurassic Park)
- 1997: Amistad
- 2000: Schatten der Wahrheit (What Lies Beneath)
- 2000: Cast Away – Verschollen (Cast Away)
- 2001: A.I. – Künstliche Intelligenz (AI – Artificial Intelligence)
- 2004: Der Polarexpress (The Polar Express)
- 2005: Krieg der Welten (War of the Worlds)
- 2005: München (Munich)
- 2009: Avatar – Aufbruch nach Pandora (Avatar)
- 2011: Sucker Punch
- 2011: Gefährten (War Horse)
- 2012: Lincoln
- 2015: Star Wars: Das Erwachen der Macht (Star Wars: The Force Awakens)
- 2016: BFG – Big Friendly Giant (The BFG)
- 2017: Die Verlegerin (The Post)
- 2019: Star Wars: Der Aufstieg Skywalkers (Star Wars: The Rise of Skywalker)
- 2022: Die Fabelmans (The Fabelmans)